# Чернігівський Никифор Романович
Ники́фор Рома́нович Черні́гівський (Черніховський) — козак, кавалерист, дворянин, мандрівник.
У якості кавалериста - "товарищ панцерний" на боці Речі Посполитої (Towarzysz pancerny) брав участь в обороні Новгород-Сіверського під час Смоленській війни (1632-1634 рр) під час якої потрапив у полон. Під час допиту в полоні, повідомив, що є черкасом (у ті часи так себе називали козаки).
В 1638 році серед інших військовополонених потрапив до Сибіру в Єнісейськ. З Єнісейська він був направлений в Ілімськ. В 1650 році Никифор служив на Чечуйському острозі, де був призначений казенним прикащиком сіл. У 1652 році переведений в Усть-Кутський острог, де був наказним в солеварні.
Підняв заколот, в ході якого на Лені в гирлі річки Кіренга убив ілимського воєводу Обухіва Лаврентія Авдійовича, який зґвалтував його дружину. В 1665 р. з загоном з 84 козаків утік до Приамур'я, де відродив Албазине, а потім поставив там кілька російських селищ і до того ж з місцевих аборигенів зібрав багатий ясак. Засуджений заочно до страти, Никифор Чернігівський був прощений і в 1672 році призначений прикажчиком Албазине. В 1675 році на прохання даурського населення ходив у похід по річці Геньхе, права притока річки Аргунь, для того щоб допомогти поверненню на Амур населення, насильно вивезеного звідти маньчжурами. Наприкінці 1670-х рр. Никифор поїхав до Москви, де його за колишню службу в 1680 р. визначили в Красноярськ в «діти боярські».

## У художній літературі
Никифор і його син Федір згадуються в історичному романі Василя Страдимова «Козачий хрест».